# Emanuel Ammon
Emanuel Ammon (* 28. November 1950 in Luzern) ist ein Schweizer Fotograf und Buchautor aus Luzern. Er wurde hauptsächlich bekannt als Presse- und Dokumentarfotograf.

## Leben
Emanuel Ammon ist der Sohn des Fotografen Peter Ammon. Nach seiner Ausbildung (1969–1974) an der Kunstgewerbeschule Luzern und bei dem Luzerner Fotografen Hans Eggermann war er Kameramann bei Kurt Albisser. Von 1975 bis 1980 war er Bildjournalist beim Luzerner Tagblatt, später freier Fotograf für verschiedene Publikationen in der Schweiz und teilweise im Ausland. So zum Beispiel für die Kunstzeitschrift PAN, das Geo-Spezial und  das Zeit-Magazin. Von 1976 bis 1988 war er Theaterfotograf am Stadttheater Luzern. 1989 war er Dozent für Pressefotografie am MAZ. 1992 gründete er die Fotografen-Agentur «AURA Fotoagentur» und sieben Jahre später den «AURA Fotobuchverlag» in Luzern.

## Publikationen
- «LUZERNER TAGBLATT Eine Mediengeschichte» 2021, AURA Fotobuchverlag Luzern, ISBN 978-3-906105-14-7.
- «JAKOBSWEG 900km durch die Schweiz und Spanien» 2020, AURA Fotobuchverlag Luzern, ISBN 978-3-906105-21-5.
- «Die KKL-Story | Ein Ort | 100 Jahre | drei Bauten» 2020, AURA Fotobuchverlag Luzern, ISBN 978-3-906105-16-1.
- «KÖNIGSFEST» – Das offizielle Buch zum eidgenössischen Schwing- und Älplerfest 2019, Abächerli Verlag, Sarnen, ISBN 978-3-906105-17-8.
- «DER HOTELBERG», Bürgenstock 2018, NZZ-Libro, Zürich, Sammelband.
- «Peter Eötvös», Roche Commissions 2018, ISBN 978-3-89727-547-8.
- «HOTEL ANKER eine Perle der Moderne», 2018, AURA Fotobuchverlag Luzern, ISBN 978-3-906105-13-0.
- «LUZERN PANORAMA», 2015, AURA Fotobuchverlag Luzern, ISBN 978-3-906105-10-9.
- «VELOBUCH i love my bicycle», 2013, AURA Fotobuchverlag Luzern, ISBN 978-3-9523375-7-8.
- «BURMA Abenteuer in Buddhas Paradies», 2012, AURA Fotobuchverlag Luzern, ISBN 978-3-9523375-8-5.
- «70er Emanuel Ammon», 2011, AURA Fotobuchverlag Luzern, ISBN 978-3-9523375-5-4.
- «Kapellbrücke Luzern», 2010, AURA Fotobuchverlag Luzern, ISBN 978-3-9523375-2-3.
- «Schweizer KUHLEBEN», 2009, AURA Fotobuchverlag Luzern, ISBN 978-3-9523375-1-6.
- «JoDu-Fäscht, Luzerner Fasnacht 2008», 2008, AURA Fotobuchverlag, Luzern, ISBN 978-3-9523375-0-9.
- «LUZERNER FASNACHT, eine Zeitreise durch zwei Generationen», 2005, AURA Fotobuchverlag, Luzern, ISBN 3-033-00508-X.
- GLOBO Schweiz, 2001, Ringier Verlag, München
- Feste im Alpenraum 4 Reportagen, 1997, Migros Presse, Zürich
- GEO Spezial Reportage Loch Ness, 1995, Gruner & Jahr AG, Hamburg
- GEO Spezial Indien, 1993, Gruner & Jahr AG, Hamburg
- SCHWYZ Portrait eines Kantones, 1991, Edition 91, Niklaus Flüeler, Schwyz
- APA Guide, 1991, APA Guide, München
- 700 Jahre Eidgenossenschaft im Kanton Schwyz, 1991, Kulturkommission Kanton Schwyz, Schwyz
- Mehr Boden unter den Füssen, 1990, Generatio Werner Fritschi, Luzern
- Luzern und sein Theater, 1989, Dezernat des Stadttheaters Luzern, Luzern
- Das Jubeljahr 800 Jahre Stadt Luzern, 1979, Stiftung Stadtjubileum, Luzern
- Luzerner Altstadt, 1978, Quartierverein Altstadt, Luzern
- Siedlungs- und Baudenkmäler im Kanton Luzern, 1977, Keller & Co, Luzern

## Auszeichnungen
- 1980: 1. Preis internationaler Nikon Photo Contest, International
- 1986: 3. Preis «Art Directors Club» ADC 1986/87 Teil einer Reportage im Schweizer Illustrierten Magazin